# Волла-Волла-Іст (Вашингтон)
Волла-Волла-Іст (англ. Walla Walla East) — переписна місцевість (CDP) в США, в окрузі Валла-Валла штату Вашингтон. Населення — 2286 осіб (2020).

## Географія
Волла-Волла-Іст розташована за координатами 46°3′6″ пн. ш. 118°18′10″ зх. д. / 46.05167° пн. ш. 118.30278° зх. д. (46.051556, -118.302837).  За даними Бюро перепису населення США в 2010 році переписна місцевість мала площу 3,44 км², уся площа — суходіл.

## Демографія
Згідно з переписом 2010 року, у переписній місцевості мешкали 1672 особи в 657 домогосподарствах у складі 513 родин. Густота населення становила 486 осіб/км².  Було 686 помешкань (199/км²).
Расовий склад населення:
| - 94,0 % — білих - 1,1 % — азіатів - 1,0 % — корінних американців - 0,2 % — чорних або афроамериканців - 0,1 % — вихідців з тихоокеанських островів - 2,3 % — осіб інших рас |

До двох чи більше рас належало 1,4 %. Частка іспаномовних становила 7,0 % від усіх жителів.
За віковим діапазоном населення розподілялося таким чином: 22,2 % — особи молодші 18 років, 57,5 % — особи у віці 18—64 років, 20,3 % — особи у віці 65 років та старші. Медіана віку мешканця становила 46,8 року. На 100 осіб жіночої статі у переписній місцевості припадало 99,0 чоловіків;  на 100 жінок у віці від 18 років та старших — 95,9 чоловіків також старших 18 років.
Середній дохід на одне домашнє господарство  становив 100 353 долари США (медіана — 93 100), а середній дохід на одну сім'ю — 116 140 доларів (медіана — 98 423). За межею бідності перебувало 5,8 % осіб, у тому числі 5,4 % дітей у віці до 18 років та 3,2 % осіб у віці 65 років та старших.
Цивільне працевлаштоване населення становило 918 осіб. Основні галузі зайнятості: освіта, охорона здоров'я та соціальна допомога — 31,8 %, виробництво — 15,0 %, публічна адміністрація — 13,0 %.